# Zygmunt Wielogórski
Zygmunt Jakub Wielogórski (ur. 29 lipca 1949 w miejscowości Pruszyn-Pieńki, zm. 25 czerwca 2022) – polski polityk i samorządowiec, od 1994 do 1997 wojewoda siedlecki.

## Życiorys
W 1991 został absolwentem prawa na Uniwersytecie Marii Curie-Skłodowskiej w Lublinie.
W latach 1967–1971 pracował w gminnej spółdzielni w Czuryłach. Następnie do 1981 pozostawał pracownikiem zatrudniony w organach powiatowych i wojewódzkich Ludowych Zespołów Sportowych. W latach 80. był rewidentem w urzędzie wojewódzkim, a od 1984 do 1989 instruktorem w wojewódzkim komitecie Zjednoczonego Stronnictwa Ludowego i naczelnikiem gminy Siedlce. Na początku lat 90. został działaczem Polskiego Stronnictwa Ludowego.
Od 1994 do 1997 pełnił funkcję wojewody siedleckiego. Później pracował m.in. jako dyrektor wydziału w urzędzie marszałkowskim. W 2002 został wicestarostą powiatu siedleckiego, a po wyborach samorządowych w 2006 objął stanowisko starosty tego powiatu. Utrzymał je również w 2010 po kolejnych wyborach samorządowych. W 2014 ponownie wybrany do rady powiatu, kończąc w 2015 urzędowanie na stanowisku starosty.

## Odznaczenia
Odznaczony m.in. Krzyżem Kawalerskim Orderu Odrodzenia Polski (1998) oraz Brązowym Medalem za Zasługi dla Policji (2010).